# Tasband
Tasband (persiska: تسبند) är en ort i Iran.   Den ligger i provinsen Khorasan, i den nordöstra delen av landet, 500 km öster om huvudstaden Teheran. Tasband ligger 911 meter över havet och antalet invånare är 158.
Terrängen runt Tasband är lite kuperad. Runt Tasband är det ganska glesbefolkat, med 29 invånare per kvadratkilometer. Närmaste större samhälle är Malvand, 3,9 km norr om Tasband. Trakten runt Tasband är ofruktbar med lite eller ingen växtlighet.